# Reguły gry w koszykówkę

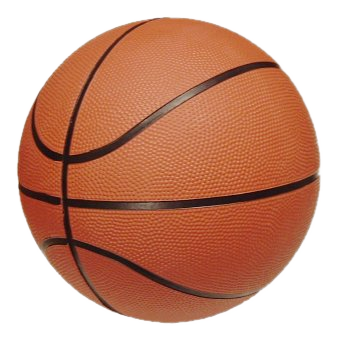
Typowa piłka do gry w koszykówkę.

W koszykówkę grają dwie drużyny, po pięciu zawodników każda. Celem każdej z drużyn jest zdobywanie punktów za celne rzuty do kosza przeciwnika i zapobieganie zdobywaniu punktów przez drużynę przeciwną. Nad właściwym przebiegiem gry czuwają sędziowie, sędziowie stolikowi i komisarz. Zwycięzcą meczu zostaje drużyna, która na koniec czasu gry uzyska większą liczbę punktów.

Kosze umieszczone są na wysokości 3,05 metra. Punkty otrzymuje się za umieszczenie piłki w koszu:
- 1 punkt za celny rzut wolny z linii rzutów wolnych
- 2 punkty za celny rzut z akcji wykonany z odległości mniejszej niż linia rzutów za trzy punkty
- 3 punkty za celny rzut zza linii rzutów (6,75 m, w NBA 7,24 m)

Boisko do gry to płaska, twarda powierzchnia wolna od przeszkód, o wymiarach 28 m długości i 15 m szerokości, mierzonych od wewnętrznych krawędzi linii ograniczających boisko. Linia musi mieć 5 cm szerokości.
|                                              | FIBA | NBA             | WNBA       | NCAA           |
| -------------------------------------------- | --- | --------------- | ---------- | -------------- |
| Linia rzutów za 3 punkty (od środka obręczy) | 6,75 m | 7,24 m          | 6,25 m     | 6,32 m         |
| Linia rzutów wolnych (od obręczy)            | 4,00 m | 3,96 m (13ft)   | 3,96 m     | 3,96 m         |
| Czas trwania meczu                           | 4 × 10 min | 4 × 12 min      | 4 × 10 min | 2 × 20 min     |
| Czas na rozegranie akcji                     | 24 s | 24 s            | 24 s       | 30 s           |
| Wymiary boiska                               | 28 × 15 m | 28,65 × 15,24 m | 28 × 15 m  | 25,6 × 15,24 m |
| Obwód piłki                                  | rozgrywki kobiet - rozmiar 6 (od 724 do 737 mm w obwodzie); rozgrywki mężczyzn - rozmiar 7 (od 749 do 780 mm w obwodzie).                                                          | 74,93 cm        | 72,39 cm   | 72,25 cm       |
| Masa piłki                                   | rozgrywki kobiet - od 510 do 567 g; rozgrywki mężczyzn - od 567 do 650 g | 560-602 g       | 496-530 g  | 560-602 g      |
| Ciśnienie wewnątrz piłki                     | Piłka upuszczona z wysokości 1800 mm (mierząc od najniższego jej punktu) na parkiet powinna odbić się i osiągnąć wysokość od 1200 do 1400 mm (mierząc od najwyższego punktu piłki) | 0,51-0,58 atm   |            |                |

## Niektóre zasady gry (uproszczone)

Boisko do koszykówki według przepisów FIBA obowiązujących od roku 2010

Boisko do koszykówki według przepisów FIBA obowiązujących do 2010 roku

- Błąd 3 sekund – gracz ataku przebywa w obszarze ograniczonym (tzw. "trumna") bez piłki lub nie podając lub nie oddając rzutu przez 3 sekundy.
- Błąd 5 sekund – gracz po wznowieniu np. po zdobyciu punktów, lub autu przez rywala, trzyma piłkę i przez 5 sekund nie rozpoczyna akcji swojej drużyny – drużyna traci piłkę na korzyść przeciwnika.
- Błąd 8 sekund – drużyna musi wyprowadzić piłkę ze swojej połowy (obrony) w ciągu 8 sekund.
- Błąd 24 sekund – drużyna musi w ciągu 24 sekund oddać rzut na kosz, a piłka musi dotknąć obręczy. Jeśli to nie nastąpi, drużyna przeciwna rozpoczyna grę z autu.
- Błędy kozłowania
- Aut – piłka opuszcza boisko, przeciwnik rozpoczyna grę w miejscu, gdzie piłka opuściła pole gry (linia boczna lub końcowa).
- Faule – zawodnik opuszcza parkiet popełniając 5. (FIBA) lub 6. (NBA) przewinienie. Faule dzielą się na: ofensywne (popełniane przez zawodnika atakującego) oraz defensywne (popełniane przez zawodnika broniącego).
- Rzut za trzy punkty – zawodnik oddający rzut zza wyznaczonej linii (6,75) zdobywa dla swojej drużyny 3 punkty.

## Pozycje koszykarskie

Wymiary tablicy do gry w koszykówkę

- Rozgrywający – point guard (PG), tzw. "1" – od tego zawodnika wymagane jest wiele asyst, przechwytów i brak strat. Jest to najczęściej najniższy zawodnik w zespole.
- Rzucający obrońca – shooting guard (SG), tzw. "2" – od tego zawodnika wymagana jest umiejętność zdobywania wielu punktów, głównie rzutami z dystansu.
- Niski skrzydłowy – small forward (SF), tzw. "3" – od zawodników na tej pozycji wymagane jest zarówno wspieranie niższych i wyższych graczy oraz duża wszechstronność.
- Silny skrzydłowy – power forward (PF), tzw. "4" – od graczy na tej pozycji wymaga się skutecznej gry w obronie (m.in. zbiórki, bloki) i ataku (głównie punkty spod kosza).
- Środkowy – center (C), tzw. "5" – jego głównym zadaniem jest zdobywanie punktów spod kosza, zbieranie piłek z tablicy i blokowanie rzutów rywali. Środkowymi zostają najczęściej najwyżsi gracze w drużynie.